# Magyar postabélyegeken ábrázolt személyek listája

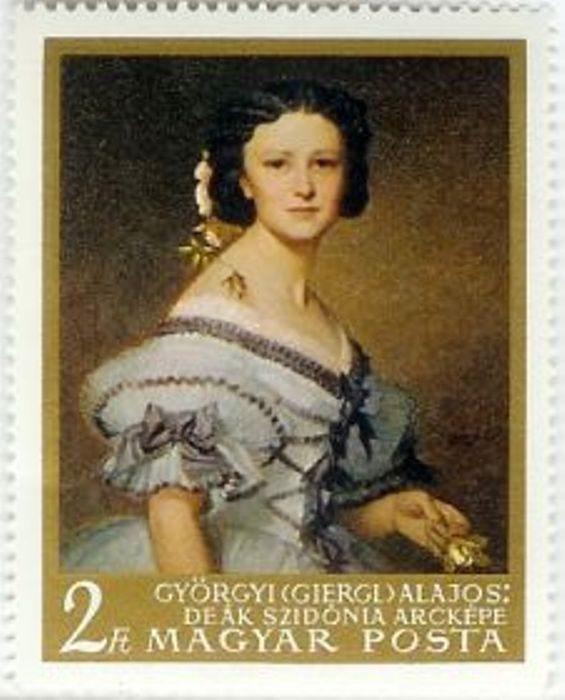
Deák Szidónia (1967)

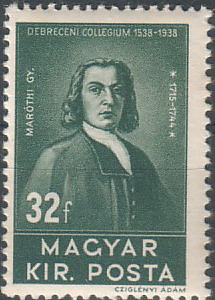
Maróthi György (1938)

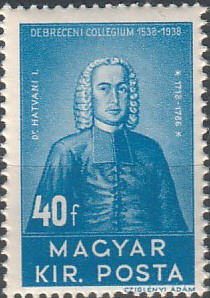
Hatvani István (1938)

Ez a lista a magyar postabélyegeken ábrázolt személyek nevét tartalmazza betűrendben. A személy neve mellett zárójelben a bélyegkiadás éve, illetve ha több ízben is jelent meg bélyeg az arcképével, akkor a kiadás évei olvashatóak.

## A, Á
- Áchim L. András (1971) gazdálkodó, szocialista parasztpolitikus, szerkesztő
- Szent Adalbert (1997) prágai püspök, Magyarország és Poroszország hittérítője, keresztény mártírdxmzweéééééééééééééééééééééééééééééééééééééééééééééééééééééééééééééééééééééééééééééééééééééééééééééééééééhhhhhhhhhhhhhhhhhhhhhhhhhhhhhhhhhhhhhhdddddddddddddddddddddddddddddddddddddddddddddddddőőőőőőőőőőőőőőőőőőőőőőőőőőőőőőőőőőőőőőőőőőőőőőőőőőőőőőőőőőőwwwwwwwwwwwwwwwwwwwwwwwwwwwwwwwwwwwwwwwwwwwwwwwwwwwwwwjjjjjjjjjjjjjjjjjjjjjjjjjjjjjjjjjjjjjjjjjjjjjjjjjjjjjjjjxxxxxxxxxxxxxxxxxxxxxxxxxxxxxxxxxxxxxxxllllllllllllllllllllllllllllllllllllllllllsssssssssssssssssssssssssssssssssssssssssssáááááááááááááááááááááááááááááááááááááááááááááááááááááááááááááwwwwwwwwwwwwwwwwwwwwwwwwwwwwwwwwwwwwwwwwwwww,,,,,,,,,,,,,,,,,,,,,,,,,,,,,,,,,,,,,,,,,,,,,,,yyyyyyyyyyyyyyyyyyyyyyyyyyyyyyyyyyyyyyyyyyyyyywwwwwwwwwwwwwwwwwwwwwwwwwwwwwwwwwww.............................expiyduweiuxfiquu ueö8ieuud823u3e ö9r99iöuuduhooDHD Ü9IE3ÖÜ3ÜÜ,C OMI XEUDEUDYUDYE OUDUUCOHSDHHhiuifcrufu 9ufuu8vbeh ecr
- Ady Endre (1947, 1969, 1976, 1977) költő
- Albert Flórián (2017) labdarúgó
- John Alcock (1978) pilóta
- Salvador Allende (1974) orvos, Chile elnöke
- Almásy László (1995) utazó, Afrika-kutató, felfedező, pilóta, autóversenyző, üzletember
- Alpári Gyula (1982) újságíró, baloldali szociáldemokrata, majd kommunista politikus
- Roald Amundsen (1948, 1977, 1987) sarkkutató, norvég felfedező
- Antall József (1993, 2010) politikus, könyvtáros, orvostörténész, muzeológus, miniszterelnök
- Apáczai Csere János (1954)  pedagógus, filozófus, kálvinista teológus, az első magyar enciklopédista
- Apor Vilmos (2001) győri püspök
- Aragóniai János(wd) (1983) olasz bíboros, esztergomi érsek
- Arany János (1932, 1957, 2017)  költő
- Neil Armstrong (1982) űrhajós
- Árpád fejedelem (1943, 1996) magyar vezér, nagyfejedelem
- Jan Asselijn(wd) (1969) holland festőművész
- Asztrik (2002) Kalocsa első érseke
- Aulich Lajos (1989, 1999) az aradi vértanúk egyike
- Avicenna (1987) perzsa származású polihisztor, orvos, költő, logikus, filozófus, teológus

## B
- Babits Mihály (1983, 2001) költő
- Johann Sebastian Bach (1985) zeneszerző
- Bajcsy-Zsilinszky Endre (1945) magyar politikus, újságíró
- Bajor Gizi (1986) színész
- Bajza József (2004)  költő, színigazgató, kritikus
- Balassi Bálint (1994, 2004) költő
- Balázs Béla (1984) író, filmesztéta
- Bánki Donát (1960) feltaláló
- Barabás Miklós (2010) festő
- Bárány Róbert (1988) magyar származású osztrák orvos
- Barcsay Jenő (2000) szobrász
- Baross Gábor (1988, 1991, 1998) politikus
- Madame du Barry (1967) XV. Lajos francia király szeretője
- Bartók Béla (1953, 1955, 1971, 1981, 2001) zeneszerző
- Báthory István (1992) erdélyi fejedelem
- Batsányi János (1947, 1963) költő
- Batthyány Lajos (1980, 1999) magyar politikus, az első miniszterelnök
- Bauer Rudolf (2003) olimpiai bajnok diszkoszvető
- Bay Zoltán (1996) fizikus
- Beatrix királyné (1993), Mátyás király felesége
- Ludwig van Beethoven (1960, 1970, 1984, 2020) német zeneszerző
- Beke Kata (2019) író, politikus
- Békés Imre (1974) lakatos, kommunista pártmunkás, a francia ellenállási mozgalom tagja
- Békésy György (1988) biofizikus
- III. Béla magyar király (1986)
- IV. Béla magyar király (1942, 1986)
- Pavel Ivanovics Beljajev (1965) szovjet űrhajós
- Alexander Graham Bell (1976) skót feltaláló
- Fabian Gottlieb von Bellingshausen, (1987) orosz hajóskapitány, felfedező
- Bem József (1950, 1952, 1994, 1999) hadvezér
- Benczúr Gyula (1994) festőművész
- Benedek Elek (2009)
- Ingmar Bergman (2019) svéd filmrendező
- Berkes Ferenc (1962) magyar kommunista politikus, újságíró
- Leonard Bernstein (2019) amerikai zeneszerző, karmester
- Berzeviczy Gizella (1978) pedagógus
- Berzsenyi Dániel (1976) költő
- Bethlen Gábor (1939, 1980, 1992, 2000) erdélyi fejedelem
- Bibó István (2011) jogász, politikus
- Bihari János (1953) zeneszerző, hegedűművész
- Valerij Fjodorovics Bikovszkij (1963) szovjet űrhajós
- Bíró László (1996) feltaláló
- Bittó Istvánné (1966)
- Blaha Lujza (1986, 2000) színésznő
- Blaskovics László (1972) szemészorvos
- Louis Blériot (1948, 1978) francia pilóta
- Boczor József (1974) vegyészmérnök, a francia ellenállás tagja
- Bocskai István (1992, 2004) erdélyi fejedelem
- Bogár Ignác (1976) nyomdász, pártpolitikus, szakszervezeti vezető
- Bogdánffy Szilárd (2014) püspök
- Simón Bolívar (1983) dél-amerikai katonatiszt, forradalmár
- Vak Bottyán (1952) kuruc hadvezér
- Bolyai János (1960) matematikus
- Bölöni György (1982) író, publicista
- Arthur Whitten Brown (1978) pilóta
- Budai Nagy Antal (1947) parasztvezér
- Bulyovszky Gyula (1998) ügyvéd, hírlapíró, miniszteri fogalmazó, a márciusi ifjak egyike
- Richard Byrd (1987) sarkkutató, pilóta, haditengerész
- George Byron (1948) angol költő

## C
- John Cabot (1991) felfedező
- Robert Capa (2013) fotográfus
- Malcolm Scott Carpenter (1962) amerikai űrhajós
- Charlie Chaplin (1993) színész
- Cházár András (1962) a váci siketnéma intézet alapításának kezdeményezője, ügyvéd, megyei főjegyző
- Luigi Cherubini (1985) zeneszerző
- Frédéric Chopin (1956, 1985, 2010) lengyel zeneszerző
- Konsztantyin Ciolkovszkij (1977, 1982) feltaláló
- Comenius (1992) író
- James Cook (1978, 1987) angol felfedező
- Hernán Cortés (1991) konkvisztádor
- Pierre de Coubertin (1963, 1994) a modern olimpiai játékok megalapítója
- George Cukor (1999) filmrendező
- Czabán Samu (1978) tanító, a szocialista tanítómozgalom egyik vezető alakja

## Cs
- Csengey Dénes (2019) író, politikus
- Csokonai Vitéz Mihály (1955, 1973) költő
- Csontváry Kosztka Tivadar (1967) festőművész
- Csoóri Sándor (2019) költő, író, politikus
- Csortos Gyula (1986) színész
- Csurka István (2019) író, politikus

## D
- Damjanich János (1952, 1989, 1999) hadvezér, az aradi vértanúk egyike
- Deák Ferenc (1932, 2003) politikus
- Deák Szidónia (1967)
- Degré Alajos (1998) ügyvéd, író, a márciusi ifjak egyike
- Déryné Széppataki Róza (1986) színésznő
- Dessewffy Arisztid (1989, 1999) az aradi vértanúk egyike
- Detre László (2006) csillagász
- Georgi Dimitrov (1972, 1982) bolgár forradalmár, politikus
- Georgij Dobrovolszkij (1971) szovjet űrhajós
- Dózsa György (1919, 1947, 1952, 1972) parasztvezér
- Francis Drake (1978) angol kalóz, hajóskapitány, felfedező
- Henry Dunant (1981) a vöröskereszt megalapítója
- Albrecht Dürer (1971) német festőművész

## E, É
- Hugo Eckener (1977) feltaláló
- Thomas Alva Edison (1948) amerikai feltaláló
- Egressy Béni (2014) zeneszerző
- Egressy Gábor (1962) színész
- Elek Tamás (1974) a francia ellenállás tagja
- Friedrich Engels (1919, 1952) filozófus, közgazdász
- Eötvös József (1963, 1995) író, politikus
- Eötvös Loránd (1932, 1948, 1991, 2019) fizikus
- Endresz György (1978) pilóta
- Entz Ferenc (1963) orvos, pomológus, szőlész és kertész
- Erdei Ferenc (1980) szociológus, politikus
- Leif Eriksson (1978) viking felfedező
- Erkel Ferenc (1953, 1960, 1963, 1985, 2010[1]) zeneszerző
- Szent Erzsébet (1932, 1944, 1995, 2000, 2007, 2020) Árpád-házi szent
- Árpád-házi Erzsébet magyar királyi hercegnő (1292–1338) (2020)
- Portugáliai Szent Erzsébet (1995, 2020)
- Erzsébet királyné (1996), I. Ferenc József felesége
- Esze Tamás (1947, 1966, 1976) hadvezér

## F
- Fábri Zoltán (2017) filmrendező
- Farkas Bertalan (1980, 1989) magyar űrhajós
- Fáy András (1964, 1986) író
- Fekete István (2000) író
- I. Ferenc József (1858, 1861, 1867, 1871, 1900, 1904, 1906, 1908, 1909, 1913, 1914, 1915, 1991, 1996, 2001) osztrák császár, magyar király
- Vlagyimir Filatov(wd) (1972) szemészorvos
- Fischer Annie (2014) zongoraművész
- James Fitzmaurice(wd) (1978) pilóta
- Alexander Fleming (1981) a penicillin felfedezője
- Frankel Leó (1951) politikus, a Párizsi Kommün munka- és kereskedelemügyi bizottságának vezetője.
- Robert Fulton (1948) a gőzhajó felfedezője
- Fürst Sándor (1945) kommunista politikus

## G
- Gábor Dénes (1988) fizikus
- Jurij Gagarin (1961, 1962, 1965, 1968, 1975, 1982) szovjet űrhajós
- Galamb József (2013) mérnök
- Galénosz (1989) ógörög orvos
- Galileo Galilei (1964, 2009[2]) itáliai csillagász
- Vasco da Gama (1978) portugál felfedező
- Mahátma Gandhi (1969, 2019) indiai államférfi
- Gárdonyi Géza (1963, 2013) író
- Gárdos Mariska (1975) újságíró, politikus
- Giuseppe Garibaldi (1960) olasz forradalmár, hadvezér
- Szent Gellért (2003)
- Gervay Mihály (1991, 1994) postafőigazgató, a postai levelezőlap elterjesztője
- Géza fejedelem (1972, 1997)
- I. Géza magyar király (1986)
- Giorgione (1984) festőművész
- Gizella királyné (1996, 2000), Szent István felesége
- John Glenn (1962) amerikai űrhajós
- Johann Wolfgang von Goethe (1948, 1983) német író, költő
- Goldmark Károly (1953) zeneszerző
- Golub Rudolf (1976) bányász, antifasiszta ellenálló
- Jules Gonin (1972) szemészorvos
- Makszim Gorkij (1948, 1951) szovjet-orosz író
- Görgei Artúr (1943, 1999, 2001) magyar honvéd tábornok, hadvezér
- Wolfgang von Gronau(wd) (1978) pilóta
- Grósz Emil (1972) szemészorvos
- Alekszej Gubarev (1978) szovjet űrhajós
- Allvar Gullstrand (1972) szemészorvos
- Johannes Gutenberg (1948, 1962) a könyvnyomtatás feltalálója

## Gy
- Gyetvai János (1989) író, újságíró, politikus
- Szent György (2002)
- Gyulai Pál (1976)  irodalomtörténész, költő, író

## H
- Hadik András (1943) magyar hadvezér
- Hajós Alfréd (2003) sportoló, építész
- Edmond Halley (1986) csillagász
- Halmay Zoltán (2003) olimpiai bajnok úszó (1904)
- Hámán Kató (1960, 1984) kommunista politikus
- Hamburger Jenő (1983) röntgenorvos, szociáldemokrata politikus
- Georg Friedrich Händel (1985) zeneszerző
- William Harvey (1987) orvos
- Hatvani István (1938) a Debreceni Református Kollégium rektora
- Joseph Haydn (1959, 2009) osztrák zeneszerző
- Szent Hedvig (1997)
- Helbing Ferenc (1993) grafikus, bélyegtervező
- Herman Ottó (1954, 1960) természettudós
- Herzl Tivadar (2004) író, a cionizmus megalapítója
- Hevesi Ákos (1984) kommunista politikus
- Hevesy György (1988) fizikus
- Rowland Hill(wd) (1979) a postabélyeg feltalálója
- Edmund Hillary (2019) új-zélandi hegymászó
- Hippokratész (1987) orvos
- Hoffmann Ottó (1945)
- Horthy István (1942, 1943) magyar katonatiszt, Horthy Miklós kormányzó fia
- Horthy Istvánné, sz. Edelsheim-Gyulai Ilona (1942), Horthy István felesége
- Horthy Miklós (1930, 1938, 1940, 1941) Magyarország kormányzója
- Horthy Miklósné, sz. Purgly Magdolna (1942), Horthy Miklós kormányzó felesége
- Hőgyes Endre (1954, 1980) orvos
- Henry Hudson (1978) felfedező
- Victor Hugo (1948, 1952) francia író, költő
- Hunyadi János (1943, 1952, 1956, 1990, 2000) Magyarország kormányzója, hadvezér
- Hunyadi László (1966) magyar báró, Hunyadi János fia
- Hutÿra Ferenc (1962) állatorvos, orvos, patológus
- Ehrenfried Günther Freiherr von Hünefeld(wd) (1978) pilóta

## I
- Iharos Sándor (2005) sportoló
- Illyés Gyula (2002) író
- Szent Imre (1930, 2007) magyar herceg, Árpád-házi szent
- Imre József (1972) szemészorvos
- I. István (1928, 1938, 1970, 1972, 1982, 1986, 2000, 2001) magyar király
- Irinyi János (1954, 1998) a biztonsági gyufa feltalálója
- Iványi-Grünwald Béla (2017) festő

## J
- Kapisztrán Szent János (1982, 2000)
- II. János Pál pápa (1982, 1991, 2020)
- Jászai Mari (2000) színésznő
- Jedlik Ányos (1954, 2000) a dinamó feltalálója
- Jendrassik György (1998) mérnök, feltaláló
- Amy Johnson(wd) (1978) pilóta
- Jókai Mór (1925, 1954, 1998) író
- Boldog Jolán (2017)
- Frédéric Joliot-Curie (1960) francia fizikus
- Jósika Miklós (1994) író
- József Attila (1947, 1955, 1980, 2005) költő
- Juhász Gyula (1983) költő
- Jurisics Miklós (1978) várkapitány

## K
- Kabók Lajos (1945)  géplakatos, szociáldemokrata politikus, szakszervezeti vezető
- Kaffka Margit (1980) írónő
- Kálvin János (2009) svájci reformátor
- Kandó Kálmán (1948, 1968) a villanymozdony feltalálója
- Kanizsai Dorottya (1944, 2000) nemesasszony
- Karády Katalin (2012) színésznő, sanzonénekes
- Karátson Gábor (2019) író
- Kármán Tódor (1992) fizikus
- IV. Károly (1916, 1918, 2016) magyar király, osztrák császár
- Károly Róbert (1988) magyar király
- Károli Gáspár (1939, 1990, 2017) református bibliafordító
- Károlyi Mihály (1962, 1975) miniszterelnök
- Kárpáti Rudolf (2010) hatszoros olimpiai bajnok kardvívó
- Katona József (1961) költő, drámaíró
- Kazinczy Ferenc (1990, 2009) író, nyelvújító
- Kemény Ferenc (1995), a MOB alapítója
- Kepes Gyula (1994) orvos, felfedező
- Johannes Kepler (1980) csillagász
- Kilián György (1961) partizán
- Szent Kinga (1992, 2017) magyar hercegnő, lengyel királyné
- Kinizsi Pál (1943) hadvezér
- Kisfaludy Károly (1980) író
- Kiss Ernő (1989, 1999) az aradi vértanúk egyike
- Kiss János (1945) honvéd tábornok, antifasiszta ellenálló
- Kitaibel Pál (1967) botanikus
- Kittenberger Kálmán (1981) vadász, író
- Kner Izidor (2010) könyvkiadó, nyomdász
- Knezić Károly (1989, 1999, 2008), az aradi vértanúk egyike
- Knur Pálné (1945)  újságíró, szerkesztő, szociáldemokrata politikus
- Robert Koch (1982) a TBC kórokozójának felfedezője
- Kodály Zoltán (1953, 1968, 1982, 2001, 2017) zeneszerző
- Koltói Anna (1945) szociáldemokrata nőmozgalmi vezető, várospolitikus
- Kolumbusz Kristóf (1948, 1978, 1991) itáliai hajós, felfedező
- Vlagyimir Komarov (1968) szovjet űrhajós
- Komlós Juci (2019) színésznő
- Kopernikusz (1973) csillagász
- Korányi Frigyes (1954, 1963, 1966, 1976) orvos
- Kossuth Lajos (1932, 1944, 1947, 1952, 1994, 1998, 2001, 2002) politikus
- Kossuth Zsuzsanna (1989) az 1848–49-es szabadságharcban a tábori kórházak főápolónője, Kossuth Lajos húga
- Kováts Mihály (1982) ezredes
- Hermann Köhl(wd) (1978) pilóta
- Kölcsey Ferenc (1932, 1990) költő
- Kőrösi Csoma Sándor (1932, 1954, 1984, 2004) kelet-kutató, nyelvész
- Krassó György (2019) újságíró, politikus
- Kreutz Róbert(wd) (1974) kommunista politikus
- Szent Kristóf (1993)
- Kruspér István (1976) metrológus, geodéta
- Valerij Kubaszov (1980, 1989) szovjet űrhajós
- Kun Béla (1966, 1986)  újságíró, kommunista politikus
- Kvassay Jenő (2000) vízmérnök

## L
- Lahner György (1989, 1999) az aradi vértanúk egyike
- I. Lajos (1942, 1988) magyar király
- XV. Lajos (1967) francia uralkodó
- Landler Jenő (1961) kommunista politikus
- Lányi Sámuel (1967) festőművész
- I. László (1942, 1943, 1978, 1986, 2000, 2003) magyar király
- Latabár Kálmán (1993) színész
- Latinka Sándor (1961) kommunista politikus
- Lázár Vilmos (1989, 1999) az aradi vértanúk egyike
- Lechner Ödön (1995) építész
- Lehár Ferenc (1970) zeneszerző
- Lékai László (1982) bíboros
- Légrády Sándor (1993, 2006) grafikus, bélyegtervező
- Leiningen-Westerburg Károly (1989, 1999) az aradi vértanúk egyike
- Lengyel Gyula (1988) politikus, közgazdász
- Vlagyimir Iljics Lenin (1947, 1951, 1952, 1954, 1957, 1959, 1960, 1961, 1967, 1969, 1970, 1974, 1982) orosz forradalmár, a Szovjetunió vezetője
- Alekszej Leonov (1965, 1971, 1982) szovjet űrhajós
- Liszt Ferenc (1932, 1934, 1953, 1956, 1961, 1967, 1986, 2001, 2011) zeneszerző
- Lorántffy Zsuzsanna (1939, 1944, 2000)  I. Rákóczi György erdélyi fejedelem felesége
- Losonczy István (2002) várkapitány
- Lukács György (1984) filozófus
- Luther Márton (1983, 2017) német reformátor

## M
- Madách Imre (1932, 1964, 1973) író
- Madzsar József (1976) orvos, társadalomtudós, kommunista politikus, szociálpolitikus
- Ferdinand Magellan (1978, 1991) spanyol felfedező
- Magyar Sándor (1978) pilóta
- Gustav Mahler (1985) zeneszerző
- Vlagyimir Vlagyimirovics Majakovszkij (1959) szovjet-orosz író, költő
- Márai Sándor (2000) író
- Marek József (1987) állatorvos
- Mária Terézia (2001, 2017) magyar királynő, osztrák császárné
- Szent Margit (1944, 1992, 2017) Árpád-házi szent
- Idősebb Markó Károly (1991) festőművész
- Markovits Iván (1963) országgyűlési gyorsíró, lapszerkesztő
- Márkus Emília (1986) színésznő
- Maróczy Géza (1974) sakk-nagymester
- Maróthi György (1938) a Debreceni Református Kollégium rektora
- José Martí (1973) kubai költő, író, forradalmár
- Martinovics Ignác (1919, 1947, 1962) a magyar jakobinus mozgalom  vezetője
- Tours-i Szent Márton (2016) püspök
- Martos Flóra (1972) vegyésztechnikus, szociáldemokrata, majd kommunista politikus
- Karl Marx (1919, 1949, 1952, 1953, 1964, 1968) német közgazdász
- Hunyadi Mátyás (1940, 1970, 1990, 1993, 2000, 2008) magyar király
- Dmitrij Ivanovics Mengyelejev (2019) orosz kémikus
- Meszlényi Zoltán (2014) püspök
- Mező Imre (1975) kommunista politikus
- Michelangelo Buonarroti (1964) szobrász, festő, költő
- Mihály Dénes (1996) feltaláló
- Mikszáth Kálmán (1997) író
- John Milton (1967) angol költő
- Mindszenty József (1992) esztergomi érsek
- Misztótfalusi Kis Miklós (1962, 2000) nyomdász
- Jim Mollison(wd) (1978) pilóta
- Molnár Ferenc (2007) író
- Marilyn Monroe (1994) színésznő
- Claudio Monteverdi (2017) zeneszerző
- Joseph-Michel Montgolfier (1977) a léghajó feltalálója
- Jacques-Étienne Montgolfier (1977) a léghajó feltalálója
- Mónus Illés (1945, 1988) szociáldemokrata politikus, újságíró
- Móra Ferenc (1960) író
- Móricz Zsigmond (1979) író
- Mosonyi Mihály (1953) zeneszerző
- Wolfgang Amadeus Mozart (1991) zeneszerző
- Munkácsy Mihály (1932, 1994) festőművész
- Münnich Ferenc (1986) kommunista politikus

## N
- Nagy Balogh János (1969) festő, grafikus
- Nagy Imre (1945)
- Nagy Imre (1996), miniszterelnök
- Nagy Jenő (1945) m.kir. honvédtiszt, antifasiszta ellenálló
- Nagy Zoltán (1993) grafikus, bélyegtervező
- Nagysándor József (1952, 1989, 1999) hadvezér, az aradi vértanúk egyike
- Dzsaváharlál Nehru (1989) India miniszterelnöke
- Németh László (1993) író
- Pablo Neruda (1974) chilei költő
- Neumann János (1992, 2003) matematikus, Nobel-díjas
- Isaac Newton (1977) angol fizikus
- Florence Nightingale (1989) angol ápolónő

## Ny
- Andrijan Nyikolajev (1962, 1965, 1973) szovjet űrhajós

## O, Ó
- Ottlik Géza (2012) író

## Ö, Ő
- Örkény István (2012) író

## P
- Viktor Ivanovics Pacajev (1971) szovjet űrhajós
- VI. Pál pápa (1982)
- Janus Pannonius (1972) magyar költő
- Pápai Páriz Ferenc (1999) orvos
- Paracelsus (1989) orvos
- Ambroise Paré (1987) orvos
- Pataky István (1974) vasmunkás, vésnök, kommunista ellenálló
- Pattantyús-Ábrahám Géza (1960) gépészmérnök, műegyetemi tanár
- Ivan Petrovics Pavlov (1989) orosz orvos
- Pázmány Péter (1935, 1985, 2000) az ellenreformáció nagy alakja, jezsuita szerzetes
- Robert Peary (1978) amerikai felfedező
- Péch József (1962) vízépítő mérnök
- Pethes Imre (1986) színész
- Petőfi Sándor (1919, 1923, 1947, 1948, 1949, 1950, 1952, 1971, 1972, 1998) költő
- Edith Piaf (2015) francia énekesnő
- Francisco Pizarro (1991) konkvisztádor
- Edgar Allan Poe (1948) amerikai író, költő
- Poeltenberg Ernő (1989, 1999) az aradi vértanúk egyike
- Pogány József (1986) kommunista politikus, népbiztos
- Alekszandr Popov(wd) (1948) a rádió egyik feltalálója
- Pavel Popovics (1962) szovjet űrhajós
- Pór Bertalan (1980) festőművész
- Elvis Presley (1994) énekes
- Puskás Tivadar (1954) a telefonközpont feltalálója
- Alekszandr Szergejevics Puskin (1949, 1959) orosz író, költő

## R
- Radnóti Miklós (1972, 2009) költő
- II. Rákóczi Ferenc (1935, 1943, 1953, 1976, 2001), a Rákóczi-szabadságharc vezére
- Rákosi Mátyás (1952) kommunista politikus, a Minisztertanács elnöke
- Albert Cushing Read(wd) (1978) pilóta
- Regiomontanus (2017) csillagász
- Rejtő Jenő (2005) író
- Vladimír Remek (1978) cseh űrhajós
- Ries István (1985) politikus
- Jules Rimet (1966, 1982) francia sportember, a Nemzetközi Labdarúgó-szövetség elnöke
- Rippl-Rónai József (1961) festőművész
- Eleanor Roosevelt (1964)
- Franklin Delano Roosevelt (1947) az Amerikai Egyesült Államok elnöke
- Róth Miksa (2015) üvegfestő, mozaikművész
- Rózsa Ferenc (1945, 1961) kommunista politikus
- Rudas László (1984) marxista teoratikus, újságíró

## S
- Ságvári Endre (1945)  jogász, az illegális kommunista mozgalom tagja, aktivista
- Salkaházi Sára (2001) apáca, a nyilasok által kivégzett mártír
- Sallai Imre (1945) kommunista pártmunkás és politikus
- Sándor István (2014) szerzetes
- Alberto Santos-Dumont (1977) feltaláló
- Sárközi György (1945) költő, író
- Sasváriné Paulik Ilona (2006) paralimpiai bajnok, világbajnoki ezüstérmes, Európa-bajnok para-asztaliteniszező
- Vlagyimir Satalov (1969) szovjet űrhajós
- Friedrich Schiller (1959) német drámaíró, költő
- Walter Schirra (1962) amerikai űrhajós
- Schönherz Zoltán (1945, 1980) elektromérnök, pártmunkás, munkásmozgalmi vezető
- Schwarz Dávid (1948, 1977) a léghajó magyar feltalálója
- Schweidel József (1989, 1999) az aradi vértanúk egyike
- Albert Schweitzer (1975) elzászi francia teológus, orvos, Nobel-békedíjas
- Robert Falcon Scott (1987) angol felfedező
- Segner János András (1974, 2004) természettudós, matematikus, orvos, fizikus
- Selye János (1997) biológus
- Semmelweis Ignác (1932, 1954, 1960, 1965, 1987) orvos
- Ernest Shackleton (1987) ír születésű brit felfedező
- William Shakespeare (1948, 1964, 2014) angol költő, drámaíró
- Lal Bahadur Shastri(wd) (1966) indiai miniszterelnök
- Simándy József (2016) operaénekes
- Simonyi Károly (2016) mérnök, fizikus
- Frank Sinatra (2015) amerikai énekes
- Solti György (2012) karmester, zongoraművész
- Soó Rezső (2003) botanikus
- Stein Aurél (1994, 2004) keletkutató
- Heinrich von Stephan (1994)
- George Stephenson (1948, 1961, 1981) angol mérnök, a gőzmozdony feltalálója
- Stromfeld Aurél (1952) katonatiszt, a Magyar Tanácsköztársaság Vörös Hadseregének parancsnoka
- Sütő András (2019) író

## Sz
- Szabad György (2019) történész, politikus
- Szabó Dezső (1993) író
- Szabó Ervin (1964, 1977)  társadalomtudós, könyvtáros, könyvtárigazgató, jogász, anarchoszindikalista forradalmár
- Szabó Lőrinc (2000) költő
- Szabó Magda (2017) író
- Szakasits Árpád (1988) szociáldemokrata politikus
- Szamuely Tibor (1959)  kommunista politikus, újságíró
- Szántó Béla (1981) kommunista politikus
- Szántó Kovács János (1977) agrárszocialista politikus
- Széchényi Ferenc (2002) államférfi, könyvtár- és múzeumalapító[3]
- Széchenyi István (1932, 1941, 1966, 1975, 1976, 1977, 1991, 2001) politikus, író, közgazdász, a reformkor nagy alakja
- Széchenyi Zsigmond (1998) utazó
- Szekula Béla (1991) bélyegkereskedő
- Szeleczky Zita (2015) színésznő
- Széll Kálmán (2015) politikus, miniszterelnök
- Szenczi Molnár Albert (1939)  lelkész, nyelvtudós, filozófus, zsoltárköltő, egyházi író, műfordító
- Szentágothai János (2012) anatómus
- Szent-Györgyi Albert (1988, 2001)
- Szerb Antal (1993) író
- Szervátiusz Jenő (1999) szobrász
- Szilágyi Erzsébet (1944) magyar nemes
- Szilárd Leó (1998) fizikus
- II. Szilveszter pápa (1982)
- Szondy György (2002) várkapitány
- Joszif Visszarionovics Sztálin (1947, 1949, 1951, 1952, 1953) forradalmár, a Szovjetunió vezetője
- I. Szulejmán oszmán szultán (2016)

## T
- Tamási Áron (1997) író
- Táncsics Mihály (1947, 1952, 1998) író, pedagógus
- Tarr Imre (1975) vasutas, kommunista politikus
- Tartsay Vilmos (1945) m.kir. honvédtiszt,, antifasiszta ellenálló
- Teleki Pál (1991) politikus
- Teleki Sámuel (1987) felfedező, Afrika-kutató
- Than Károly (1954) tudós
- Than Mór (1979) festőművész
- Thököly Imre (1978) felvidéki magyar földbirtokos, fejedelem
- Timár József (1986) színész
- Tisza István (1932) miniszterelnök
- Toldi Miklós (1943) magyar hadvezér
- Tolnay Klári (2014) színésznő
- Lev Tolsztoj (1948) orosz író
- Tompa Mihály (1968) költő
- Tóth Bucsoki István (1960) bányász, kommunista politikus
- Tömörkény István (2016) író
- Török Ignác (1989, 1999) az aradi vértanúk egyike
- Marcantonio Trivisano(wd) (1968) velencei dózse
- Tüköry Lajos (1960) katona
- Türr István (1960, 2000) hadvezér
- Mark Twain (1948) amerikai író, költő

## Ty
- Valentyina Tyereskova (1963, 1965) szovjet űrhajósnő
- German Tyitov (1962) szovjet űrhajós, a második ember a világűrben

## U, Ú
- Újházy Ede (1986) színész
- Ujvárosi Miklós (2013) botanikus

## V
- Vági István (1983)
- Vágó Béla (1981) kommunista politikus
- Vajda János (1977, 1998) költő
- Vámbéry Ármin (1954) kelet-kutató
- Várkonyi Zoltán (2012) színművész
- Vásárhelyi Pál (1995 mérnök
- Vasvári Pál (1998) író, történész, pedagógus, filozófus, politikus, forradalmár, a „márciusi ifjak” egyike
- Vécsey Károly (1989, 1999) az aradi vértanúk egyike
- Giuseppe Verdi (2013) zeneszerző
- Jules Verne (1978) francia író
- Andreas Vesalius (1989) orvos
- Amerigo Vespucci (1991) felfedező
- Viktória brit királynő (1980, 1990)
- Leonardo da Vinci (1952) itáliai festőművész
- Rudolf Virchow (1989) orvos
- Vlagyiszlav Volkov (1971) szovjet űrhajós
- Voltaire (1948) francia író, filozófus
- Vörösmarty Mihály (1932, 1955, 2000) költő

## W
- Richard Wagner (2013) zeneszerző
- Raoul Wallenberg (1992, 2012) svéd diplomata
- Wallisch Kálmán (1989)
- George Washington (1982) az USA első elnöke
- John Wayne (1994) színész
- Weiner Leó (1963) fizikus
- Wesselényi Miklós (1996) földbirtokos, politikus, az „árvízi hajós”
- Edward Higgins White (1968) amerikai űrhajós
- Wigner Jenő (1999) fizikus
- Orville Wright (1978) a repülőgép feltalálója
- Wilbur Wright (1978) a repülőgép feltalálója

## Y
- Ybl Miklós (1964, 2014) műépítész

## Z
- Zalka Máté (1961) író, katonatiszt, a spanyol polgárháború résztvevője
- Lazaro Ludoviko Zamenhof, sz. Lazar Markovics Zamenhof (1957) az eszperantó nyelv megalkotója
- Zenthe Ferenc (2020) színész
- Ferdinand von Zeppelin (1948, 1977, 1988) német mérnök, a kormányozható léghajó feltalálója
- Clara Zetkin (1960) német szocialista politikus, nőjogi harcos
- Zichy József (1991) politikus
- Zimmermann Ágoston (1975) orvos
- Zipernowsky Károly (2003) a transzformátor feltalálója
- Zita Bourbon–pármai hercegnő (1916, 1918, 2016), Magyarország utolsó királynéja
- Zrínyi Ilona (1944, 1952, 1976, 2001) magyar nemes
- Zrínyi Miklós (1952, 2000, 2020) költő, hadvezér
- Zrínyi Miklós (1966, 2008, 2016) horvát bán, várkapitány

## Zs
- Luxemburgi Zsigmond (1988) magyar király, német-római császár
- Zsigmondy Adolf (1988) orvos